# Eccellenza Molise 2003-2004
Il campionato italiano di calcio di Eccellenza regionale 2003-2004 è stato il tredicesimo organizzato in Italia. Rappresenta il sesto livello del calcio italiano.
Questi sono i gironi organizzati dal comitato regionale della regione Molise.

## Classifica finale
|  | Pos. | Squadra                                           | Pt | G  | V  | N  | P  | GF | GS | DR  |
|  | ---- | ------------------------------------------------- | -- | -- | -- | -- | -- | -- | -- | --- |
|  | 1.   | U.S. Venafro, Venafro                             | 78 | 30 | 25 | 3  | 2  | 75 | 17 | +58 |
|  | 2.   | Pol. Nuovo Campobasso Calcio, Campobasso          | 66 | 30 | 21 | 3  | 6  | 73 | 31 | +42 |
|  | 3.   | U.S.C. Montenero, Montenero di Bisaccia           | 65 | 30 | 20 | 5  | 5  | 60 | 16 | +44 |
|  | 4.   | A.C. Petacciato, Petacciato                       | 60 | 30 | 18 | 6  | 6  | 54 | 39 | +15 |
|  | 5.   | S.S. Sesto Campano, Sesto Campano                 | 45 | 30 | 13 | 6  | 11 | 33 | 32 | +1  |
|  | 6.   | F.C. Guglionesi, Guglionesi                       | 42 | 30 | 12 | 6  | 12 | 34 | 40 | -6  |
|  | 7.   | U.S. San Martino                                  | 40 | 30 | 10 | 10 | 10 | 27 | 30 | -3  |
|  | 8.   | Pol. Olimpia Agnonese, Agnone                     | 38 | 30 | 10 | 8  | 12 | 34 | 28 | +6  |
|  | 9.   | S.S.C. Sancta Juxta Palata, Palata                | 37 | 30 | 11 | 4  | 15 | 37 | 43 | -6  |
|  | 10.  | A.S. Cerrese                                      | 37 | 30 | 11 | 4  | 15 | 26 | 39 | -13 |
|  | 11.  | Pol. Mafalda di Savoia, Mafalda di Savoia         | 36 | 30 | 8  | 12 | 10 | 36 | 45 | -9  |
|  | 12.  | A.S. CB Primavera                                 | 35 | 30 | 10 | 5  | 15 | 39 | 49 | -10 |
|  | 13.  | A.S. Atletico Trivento, Trivento                  | 33 | 30 | 8  | 9  | 13 | 30 | 44 | -14 |
|  | 14.  | A.C. Frosolone, Frosolone                         | 22 | 30 | 5  | 7  | 18 | 34 | 59 | -25 |
|  | 15.  | A.S. Gioventù Calcio Monti Dauni, C. della Daunia | 20 | 30 | 4  | 8  | 18 | 22 | 62 | -40 |
|  | 16.  | Pol. Roccaravindola, Roccaravindola               | 16 | 30 | 4  | 4  | 22 | 29 | 69 | -40 |

## Spareggi

### Play-off

#### Semifinali
| Squadra 1     | Totale | Squadra 2  | Andata | Ritorno |
| ------------- | ------ | ---------- | ------ | ------- |
| Sesto Campano | 2 - 4  | Campobasso | 0 - 0  | 2 - 4   |
| Petacciato    | 3 - 3  | Montenero  | 1 - 2  | 2 - 1   |

##### Andata
| 5 maggio 2004 | Sesto Campano | 0 – 0 | Campobasso |  |

| 5 maggio 2004 | Petacciato | 1 – 2 | Montenero |  |

##### Ritorno
| 9 maggio 2004 | Campobasso | 4 – 2 | Sesto Campano |  |

| 9 maggio 2004 | Montenero | 1 – 2 | Petacciato |  |

#### Finale
| Squadra 1 | Risultato | Squadra 2  |
| --------- | --------- | ---------- |
| Montenero | 3 - 1     | Campobasso |

| 16 maggio 2004 | Montenero | 3 – 1 | Campobasso |  |

### Play-out
| Squadra 1   | Totale | Squadra 2         | Andata | Ritorno |
| ----------- | ------ | ----------------- | ------ | ------- |
| Monti Dauni | 2 - 3  | CB Primavera      | 2 - 2  | 0 - 1   |
| Frosolone   | 2 - 4  | Atletico Trivento | 0 - 0  | 2 - 4   |

#### Andata
| ??? 2004 | Monti Dauni | 2 – 2 | CB Primavera |  |

| ??? 2004 | Frosolone | 0 – 0 | Atletico Trivento |  |

#### Ritorno
| ??? 2004 | CB Primavera | 1 – 0 | Monti Dauni |  |

| ??? 2004 | Atletico Trivento | 4 – 2 | Frosolone |  |